# アンドレ・アイェウ
アンドレ・モルガン・ラミ・アイェウ（André Morgan Rami Ayew, 1989年12月17日 - ）は、フランス・ノール県スクラン出身のサッカー選手。ル・アーヴルAC所属。ガーナ代表。ポジションはFW。
アンドレ・アユーと表記されることがある。
父親は1990年代前半のマルセイユの中心選手でガーナ代表でも長く活躍したアベディ・ペレ。また、兄のイブラヒム・アイェウ、弟のジョルダン・アイェウもガーナ代表経験のあるプロサッカー選手であり、叔父のクワメ・アイェウもガーナ代表経験のある元プロサッカー選手である。

## 来歴

### クラブ

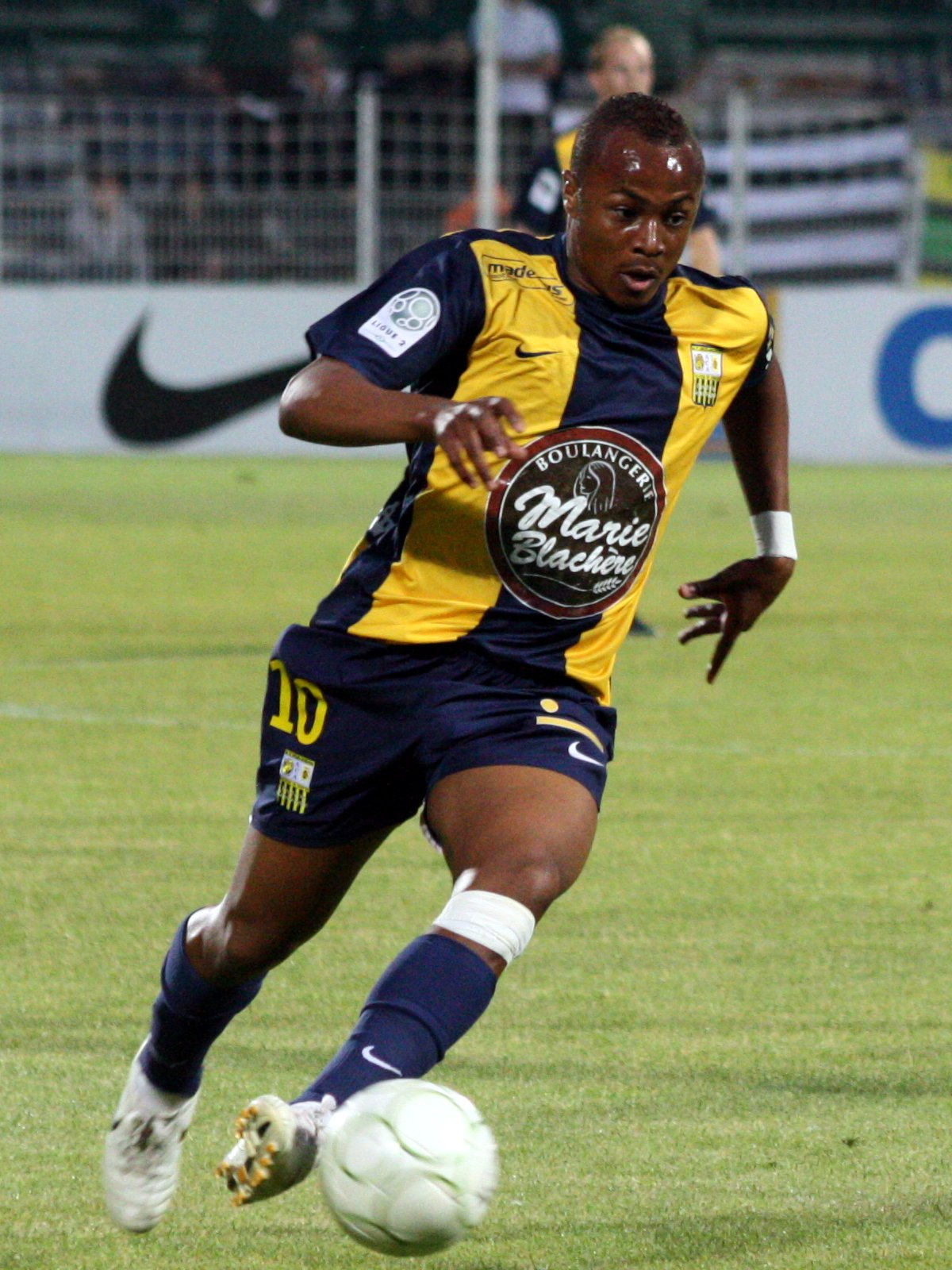
アルルでプレーするアイェウ

2005年にオリンピック・マルセイユのユースに加入した。2008-09シーズンはリーグ・アンのFCロリアンにローン移籍した。
2009-10シーズンはマルセイユの新監督に就任したディディエ・デシャンの構想から外れ、ヘルタ・ベルリン等でトライアルを受けるも、最終的にはリーグ・ドゥに昇格したばかりのACアルル＝アヴィニョンに移籍期間終了直前にローン移籍した。
2010年夏にマルセイユに復帰。南アフリカW杯の好調を維持し、ハットトリックを含むシーズン11ゴールを挙げ、主力に定着した。
2011-12シーズンは低迷するチームと共に、アイェウ本人も肩に問題を抱えるなどして、調子を落とした。結局シーズン終盤に手術を受けることになり離脱。しかし、CLでは決勝トーナメント進出が掛かった最終節のボルシア・ドルトムント戦で、後半に貴重な同点ゴールを挙げる。決勝トーナメント一回戦のインテル・ミラノ戦では、1stレグの後半ロスタイムにマテュー・ヴァルブエナのCKを頭で合わせて、1-0での勝利の立役者となった。また、この2011年にはディディエ・ドログバやヤヤ・トゥーレを抑え、BBCが選ぶアフリカ年間最優秀選手にも選出された。
マルセイユとの契約満了に伴い、2015年6月10日、スウォンジー・シティAFCに加入した。デビュー戦となったチェルシー戦ですぐにゴールを決めると、デビューから4試合で3ゴールを決め、2015年8月のプレミアリーグ最優秀選手に選ばれた。2015-16シーズンはリーグ戦12得点の活躍を見せた。
2016年8月8日、ウェストハム・ユナイテッドFCへ3年契約での移籍が発表された 。
2018年1月31日、スウォンジー・シティAFCのクラブ史上最高額の移籍金で復帰し、3年半契約を締結した 。
2018年7月25日、フェネルバフチェSKに1年間のレンタルで移籍した。その後プレーしていたアル・サッドでは2021-22シーズン、15ゴールを挙げてカタール・スターズリーグを制したが、2022年限りで退団、2023年ノッティンガム・フォレストFCに半年契約で加入した。
2023年11月11日、ル・アーヴルACに移籍した。

### 代表
フランスの世代別代表に収集された経験もあるが、2007年にガーナ代表の招集に応じ、8月21日のセネガル戦でデビュー。アフリカネイションズカップ2008のメンバーにも選ばれた。
2009年にはU-20ガーナ代表のキャプテンとしてアフリカユース選手権、U-20ワールドカップで優勝した。
2010年1月19日のアフリカネイションズカップ・ブルキナファソ戦で、チームを決勝トーナメント進出に導く決勝点となる代表初ゴールを記録した。決勝でエジプト代表に敗れるも自身はベスト11でサブメンバーに選出された。
FIFAワールドカップ・南アフリカ大会では本大会のメンバーに登録され、若手が多いフレッシュなチームでレギュラーとして活躍し、若手最優秀選手賞にもノミネートされた。
アフリカネイションズカップ2012ではグループリーグ第2戦のマリ戦で得点を挙げると、準々決勝のチュニジア戦では延長101分に決勝点を挙げ、勝利に貢献した。2014年、ワールドカップブラジル大会ではアメリカ戦とドイツ戦でゴールを決めた。
2022年11月23日、ワールドカップカタール大会、グループリーグ初戦のガポルトガル戦で1ゴールを決めたが、試合は2-3と敗れた。

## プレースタイル
得点感覚に優れ、鋭い感性でゴールを狙う、スピードとパワーを兼備したオールラウンダー。

## 代表歴

### 出場大会
- ガーナ代表
  - 2010 FIFAワールドカップ
  - 2014 FIFAワールドカップ
  - 2022 FIFAワールドカップ

### 試合数
- 国際Aマッチ 116試合 24得点（2007年-）[10]

| ガーナ代表 | 国際Aマッチ | 国際Aマッチ |
| 年         | 出場        | 得点        |
| ---------- | ----------- | ----------- |
| 2007       | 5           | 0           |
| 2008       | 6           | 0           |
| 2009       | 1           | 0           |
| 2010       | 17          | 2           |
| 2011       | 5           | 0           |
| 2012       | 10          | 2           |
| 2013       | 3           | 0           |
| 2014       | 10          | 4           |
| 2015       | 12          | 3           |
| 2016       | 2           | 1           |
| 2017       | 8           | 2           |
| 2018       | 1           | 0           |
| 2019       | 8           | 1           |
| 2020       | 3           | 4           |
| 2021       | 9           | 3           |
| 2022       | 13          | 2           |
| 2023       | 3           | 0           |
| 2024       |             |             |
| 通算       | 116         | 24          |

## タイトル

### クラブ
オリンピック・マルセイユ
- クープ・ドゥ・ラ・リーグ：2010-11, 2011-12
- トロフェ・デ・シャンピオン：2010, 2011

アル・サッド
- カタール・スターズリーグ：2021-22
- アミールカップ：2021

### 代表
U-20ガーナ代表
- FIFA U-20ワールドカップ：2009
- アフリカユース選手権：2009

### 個人
- BBCアフリカ年間最優秀サッカー選手賞： 2011
- ガーナ年間最優秀選手賞： 2011
- ガーナフットボールアワード最優秀選手賞 : 2021
- アフリカネイションズカップ得点王： 2015
- プレミアリーグ月間最優秀選手： 2015年8月
- マルセイユ年間最優秀選手 : 2011
- スウォンジー年間最優秀選手賞 : 2019-20